# St. Charles (Kentucky)
St. Charles és una població dels Estats Units a l'estat de Kentucky. Segons el cens del 2000 tenia 309 habitants.

## Demografia
Segons el cens del 2000, St. Charles tenia 309 habitants, 120 habitatges, i 90 famílies. La densitat de població era de 209,3 habitants/km².
Dels 120 habitatges en un 37,5% hi vivien nens de menys de 18 anys, en un 59,2% hi vivien parelles casades, en un 10,8% dones solteres, i en un 24,2% no eren unitats familiars. En el 21,7% dels habitatges hi vivien persones soles el 10% de les quals corresponia a persones de 65 anys o més que vivien soles. El nombre mitjà de persones vivint en cada habitatge era de 2,58 i el nombre mitjà de persones que vivien en cada família era de 3,02.
Per edats la població es repartia de la següent manera: un 25,9% tenia menys de 18 anys, un 6,5% entre 18 i 24, un 32,7% entre 25 i 44, un 22% de 45 a 60 i un 12,9% 65 anys o més.
L'edat mediana era de 36 anys. Per cada 100 dones de 18 o més anys hi havia 102,7 homes.
La renda mediana per habitatge era de 20.469 $ i la renda mediana per família de 20.000 $. Els homes tenien una renda mediana de 21.875 $ mentre que les dones 13.750 $. La renda per capita de la població era de 10.230 $. Entorn del 26,1% de les famílies i el 29,2% de la població estaven per davall del llindar de pobresa.

## Poblacions més properes
El següent diagrama mostra les poblacions més properes.